# Вудлон (округ Фейрфакс, Вірджинія)
Вудлон (англ. Woodlawn) — переписна місцевість (CDP) в США, в окрузі Ферфакс штату Вірджинія. Населення — 20 859 осіб (2020).

## Географія
Вудлон розташований за координатами 38°43′59″ пн. ш. 77°6′54″ зх. д. / 38.73306° пн. ш. 77.11500° зх. д. (38.732970, -77.114871).  За даними Бюро перепису населення США в 2010 році переписна місцевість мала площу 5,98 км², з яких 5,95 км² — суходіл та 0,03 км² — водойми.

## Демографія
Згідно з переписом 2010 року, у селищі мешкали 20 804 особи в 7051 домогосподарстві у складі 4771 родини. Густота населення становила 3480 осіб/км².  Було 7491 помешкання (1253/км²).
Расовий склад населення:
| - 33,6 % — білих - 33,6 % — чорних або афроамериканців - 8,1 % — азіатів - 0,8 % — корінних американців - 0,1 % — вихідців з тихоокеанських островів - 18,2 % — осіб інших рас |

До двох чи більше рас належало 5,6 %. Частка іспаномовних становила 36,5 % від усіх жителів.
За віковим діапазоном населення розподілялося таким чином: 26,3 % — особи молодші 18 років, 67,8 % — особи у віці 18—64 років, 5,9 % — особи у віці 65 років та старші. Медіана віку мешканця становила 32,7 року. На 100 осіб жіночої статі у селищі припадало 97,2 чоловіків;  на 100 жінок у віці від 18 років та старших — 93,4 чоловіків також старших 18 років.